# Vremja i semja Konvej
Vremja i semja Konvej (russisk: Время и семья Конвей, da.: Tid og familien Conway) er en sovjetisk spillefilm fra 1984 instrueret af Vladimir Basov.
Filmen er baseret på skuespillet Time and the Conways af den britiske dramatiker John Priestley.

## Medvirkende
- Rufina Nifontova som Mrs. Conway
- Vladimir Basov som Ernest Beevers
- Margarita Volodina som Kay
- Jevgenij Leonov som Alan Conway
- Aljona Bondartjuk som Magee